# چاه نعمتی
چاه نعمتی یک منطقهٔ مسکونی در ایران است که در دهستان جلگه ماژان واقع شده‌است.